# Qerveh
Qerveh (farsi قروه) è uno dei villaggi più antichi dello shahrestān di Abhar, nella provincia di Zanjan in Iran.
Si trova circa 20 km a sud-est di Abhar, a fianco della strada che collega quest'ultima a Takestan e Qazvin. Questo villaggio è stato costruito più di tremila anni fa lungo il fiume Abhar. Sotto le rocce del villaggio sono presenti grotte che erano utilizzate come magazzini e stalle. Tra gli edifici che testimoniano l'antico passato nell'antico centro storico c'è la moschea del Venerdì (o Grande moschea di Qerveh, مسجد جامع قروه) dell'era selgiuchide e un antico ponte di pietra.